# An Unjust Suspicion
An Unjust Suspicion è un cortometraggio muto del 1913 diretto da Christy Cabanne. Altre fonti citano un film dallo stesso titolo, uscito lo stesso anno e prodotto dalla Biograph di cui però non si conosce né il nome del regista né quello degli attori.

## Produzione
Il film fu prodotto dalla Biograph Company.

## Distribuzione
Distribuito dalla General Film Company, il film - un cortometraggio in una bobina - uscì nelle sale cinematografiche statunitensi il 13 settembre 1913.
Non si conoscono copie ancora esistenti della pellicola che viene considerata presumibilmente perduta.